# Федорцов, Николай Павлович
Никола́й Па́влович Федорцо́в (18 мая 1940, село Плюсково, Брянская область — 27 марта 2022) — советский и российский актёр театра и кино.

## Биография
Родился в селе Плюсково Трубчевского района (ныне — Брянской области). Его мать работала в колхозе, отец — слесарем на машинно-тракторной станции. Николай был вторым сыном в семье. В 1952 году Федорцовы переехали в Крым, под Евпаторию, где Николай окончил школу и поступил в Симферопольское культпросветучилище на специальность «клубный работник».
Окончив училище, Николай едет в Москву поступать в Школу-студию МХАТ на актёрский факультет, но сильный украинский акцент не позволяет ему пройти конкурс. На следующий год Федорцов подаёт документы во ВГИК и успешно поступает на курс знаменитого кинорежиссёра Юлия Райзмана. Однако вскоре Райзмана отстраняют от преподавательской деятельности, и основным педагогом на курсе становится Анатолий Григорьевич Шишков.
В кино Николай Федорцов начал сниматься в 1963 году, ещё будучи студентом второго курса. Эпизодическая роль в фильме Ильи Гурина «При исполнении служебных обязанностей», снятом по роману Юлиана Семёнова, стала его кинодебютом. Свою первую заметную роль начинающий актёр сыграл у Михаила Швейцера в картине «Время, вперёд!».
В 1965 году режиссёр Георгий Юнгвальд-Хилькевич пригласил Федорцова сразу на две главные роли (молодого учёного и его двойника робота Яшу) в сатирическую комедию «Формула радуги». Но Госкино не допустило готовый фильм к прокату, на долгие годы отправив его на «полку».
По окончании института в 1965 году Николай Федорцов был распределён в штат киностудии «Ленфильм» и студии киноактёра, где работал до конца 1990-х годов вплоть до её расформирования.
В 2003 году актёр вошёл в труппу небольшого петербургского театра «Остров». Принимал участие в озвучивании аудиокниг, художественных и мультипликационных фильмов.
Умер 27 марта 2022 года.

### Фильмография
1. 2019 — «Крик тишины» — старик-профессор
2. 2014 — «Улицы разбитых фонарей-14» — вахтёр
3. 2012 — «Подпоручикъ Ромашовъ» — Знойко
4. 2011 — «Маяковский. Два дня»
5. 2007 — «Юнкера»
6. 2006 — «Расписание судеб», 5-я и 11-я серии
7. 2006 — «Контора», 3-я серия: «Одиночество крови»
8. 2005—2006 — «Улицы разбитых фонарей-7», 13-я серия: «Роковое похмелье» — Дядок, член литобъединения
9. 2002 — «Улицы разбитых фонарей-4», 12-я и 13-я серии: «Сальдо-бульдо» — сторож на автостоянке
10. 2001 — «Крот» — Михайлов (Михалыч), подполковник, начальник милиции
11. 2000 — «Империя под ударом». 8-я серия: «Камикадзе»
12. 2000 — «Выход»
13. 1998 — «Улицы разбитых фонарей-1» — сторож
14. 1998 — «Вторжение в частную жизнь»
15. 1993 — «Страсти по Анжелике» — пьяный
16. 1992 — «Невеста из Парижа»
17. 1992 — «Игра»
18. 1987 — «Долина мести»
19. 1984 — «Челюскинцы» — Михаил Сергеевич Бабушкин, пилот
20. 1984 — «Восемь дней надежды»
21. 1984 — «Берег его жизни» (1-я серия) — Новосильский
22. 1983 — «Я тебя никогда не забуду» — солдат в госпитале
23. 1982 — «Людмила»
24. 1982 — «Казнить не представляется возможным»
25. 1982 — «Ещё до войны» — Иван Веденеевич
26. 1982 — «Долгая дорога к себе»
27. 1981 — «Скромный человек»
28. 1980 — «Два долгих гудка в тумане» — Зуев, второй помощник капитана
29. 1979 — «Путешествие в другой город»
30. 1979 — «Нескладуха» (короткометражный) — нарядный парень
31. 1979 — «Мишка на севере»
32. 1978 — Офицерский вальс — капитан Саврасов, главная роль
33. 1978 — «Море»
34. 1977 — «Убит при исполнении»
35. 1977 — «Девочка, хочешь сниматься в кино?» — владелец собаки в очереди к ветеринару
36. 1976 — «Строговы» (6-я серия) — солдат
37. 1976 — «Меня это не касается» — распорядитель на похоронах
38. 1976 — «Длинное, длинное дело…» — оперативник
39. 1975 — Долгие вёрсты войны, фильм 1-й: «Журавлиный крик» — старшина Карпенко
40. 1975 — «Воздухоплаватель» — Михаил Ефимов, авиатор
41. 1974—1977 — «Блокада» — Суровцев
42. 1974 — «Свет в конце тоннеля»
43. 1974 — «В Баку дуют ветры» — Орлов Алексей Степанович, майор НКВД
44. 1973 — «Умные вещи» — Генерал
45. 1973 — «Парашюты на деревьях» — Иосиф Зворыка, рядовой
46. 1972 — «Такая длинная, длинная дорога...» — стройотрядовец
47. 1972 — «Красные пчёлы» — Степан
48. 1971 — «Захар Беркут»
49. 1970—1972 — «Взрывники» — Вася Козин
50. 1970 — «Хозяин»
51. 1970 — «Угол падения» — Самсониевский
52. 1970 — «Салют, Мария!» — русский инструктор в Испании
53. 1969 — «Если есть паруса»
54. 1969 — «Опасные гастроли» — Борисов
55. 1969 — «На пути в Берлин» — капитан, комбат
56. 1969 — «Внимание, цунами!» — Николай Бугров, главстаршина, оператор
57. 1969 — «Белый взрыв» — раненый
58. 1968 — «Новые приключения неуловимых» — подпольщик Андрей
59. 1968 — «Интервенция» — Гастон
60. 1968 — «День ангела» — матрос
61. 1967 — «Тихая Одесса» — Арканов
62. 1967 — «Происшествие, которого никто не заметил» — парень на мосту (нет в титрах)
63. 1966 — «Формула радуги» — Владимир Бантиков, учёный / робот Яша
64. 1966 — «Песня о матери», новелла в киноальманахе «Товарищ песня» — Игорь Барабаш, лётчик
65. 1965 — «Время, вперёд!» — Василий Сметана, рабочий-бетонщик, «атлетический человек»
66. 1964 — «Живёт такой парень» — «Хыц», приятель Павла
67. 1963 — «Ты не один» — Захар, токарь
68. 1963 — «Тишина» — фронтовик-абитуриент в кабинете декана (нет в титрах)
69. 1963 — «При исполнении служебных обязанностей»

### Театральные работы
1. «Холодная зима 37-го» — Жуковский
2. «Дневник нечестного человека» — Генерал Крутицкий
3. «Вековуха» — Кнышев
4. «Записки нетрезвого человека» — Начальник, редактор, судья
5. «Апокриф по А. Б. В.» — Афраний
6. «Превратности любви» — Директор театра
7. «Шизо» — доктор Немюр

### Аудиокниги
1. Василий Головачев: «Ко времени моих слез» (2006), «Истребитель закона»;
2. «Детям. Русские народные сказки»;
3. Роджер Желязны «Хроники Амбера» (2007);
4. Михаил Булгаков «Белая гвардия» (2007).